# Lodewijk van Schoor

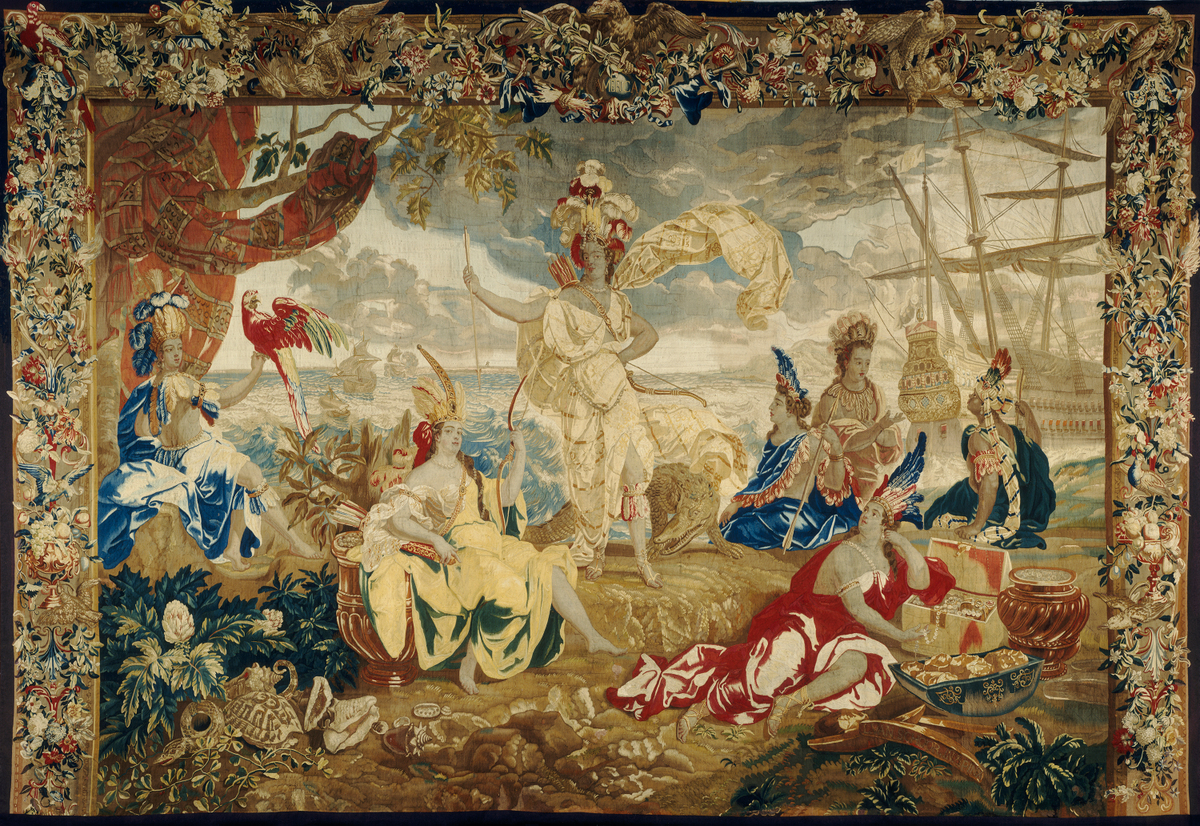
Wandtapijt America

Lodewijk van Schoor (rond 1645, Brussel – begraven op 7 september 1702, Antwerpen) was een Vlaamse schilder en ontwerper van wandtapijten. Van Schoor behoorde tot de voornaamste figuren van het wandtapijtenontwerp in Vlaanderen eind 17de-begin 18de eeuw, samen met Honoré Janssens en Jan van Orley. Hij trad toe tot de Brusselse Sint-Lukasgilde in 1678. Zijn handtekening L. van Schoor inv. et pinx. werd geweven in verschillende reeksen Brusselse wandtapijten. Een van zijn wandtapijten hangt in het Egmontkasteel in Zottegem.